# 4-vinylpyridine
4-vinylpyridine is een heterocyclische aromatische verbinding. Het is een derivaat van pyridine met een vinylgroep op positie 4, tegenover het stikstofatoom. Het is een isomeer van 2-vinylpyridine en 3-vinylpyridine. Enkel 2- en 4-vinylpyridine zijn van industrieel belang.

## Synthese
4-vinylpyridine wordt gevormd door 4-methylpyridine (γ-picoline) te reageren met formaldehyde in waterig midden, gevolgd door dehydratie van het gevormde alcohol. 

## Eigenschappen
4-vinylpyridine is een donkerbruine, heldere vloeistof. Het is een ontvlambare vloeistof. Het is gemakkelijk te polymeriseren; het polymeriseert spontaan in aanwezigheid van een zuur. Het moet daarom koel bewaard worden onder inert gas en met een stabilisator als hydrochinon.

## Toepassingen
Dankzij de vinylgroep kan 4-vinylpyridine gebruikt worden in polymerisatiereacties. Het is het monomeer van het polymeer poly(4-vinylpyridine). Door polymeren van 4-vinylpyridine te reageren met een halogeenalkaan verkrijgt men een polymeer quaternair ammoniumzout, dat positief geladen is. Dergelijke polymeren van 4- (of 2-)vinylpyridine worden gebruikt als ionenwisselaarhars, in de analoge film- en fotografiewereld, in de lithografie of als kathodemateriaal in kleine vaste lithiumbatterijen die bijvoorbeeld pacemakers moeten aandrijven.
Polyvinylpyridine kan gemengd worden met andere natuurlijke of synthetische polymeren. In de textielindustrie gebruikt men polyvinylpyridines om vezels kleurvaster te maken. Met copolymeren van vinylpyridine met polyethyleen, polyvinylalcohol of nylon kunnen vezels gemaakt worden die de kleurstof veel beter vasthouden. Ontvlambare cellulosevezels, zoals katoenvezels, kunnen met polyvinylpyridiniumfosfaat geïmpregneerd worden om ze vlamvertragend te maken. Men kan katoenvezels ook coaten met quaternaire polymeerzouten van 4-vinylpyridine die antimicrobiële eigenschappen hebben.
Andere toepassingen van polyvinylpyridines zijn als corrosie-inhibitor en in dispergeer- en flocculatiemiddelen.
4-vinylpyridine is ook een tussenproduct in de synthese van farmaceutische stoffen. 